# Барґлувка (Підляське воєводство)
Барґлувка (пол. Bargłówka) — село в Польщі, у гміні Барглув-Косьцельний Августівського повіту Підляського воєводства.
Населення — 200 осіб (2011).
У 1975-1998 роках село належало до Сувальського воєводства.

## Демографія
Демографічна структура станом на 31 березня 2011 року:
|          | Загалом | Допрацездатний вік | Працездатний вік | Постпрацездатний вік |
| -------- | ------- | ------------------ | ---------------- | -------------------- |
| Чоловіки | 97      | 21                 | 66               | 10                   |
| Жінки    | 103     | 18                 | 60               | 25                   |
| Разом    | 200     | 39                 | 126              | 35                   |